# Nationellt superdatorcentrum
Nationellt superdatorcentrum (NSC) är en fristående organisation inom Linköpings universitet som grundades 1989 och finansieras idag av SNIC (Swedish National Infrastructure for Computing). NSC erbjuder ett antal superdatorer för mycket avancerade och krävande beräkningar som bland annat SMHI, SAAB och ett antal universitet och högskolor runt om i landet kräver. NSC:s dator med högst prestanda heter Tetralith, invigd 31 januari 2019, bestå av 1892 servrar med 32 kärnor vardera, totalt 60 544 processorkärnor. Det innebär att den har cirka fyra gånger större beräkningskapacitet än sin föregångare Triolith. 
Samtidigt som man invigde Tetralith invigdes även fyra andra nya superdatorer. Sigma, som finansierats av Linköpings universitet, och kommer användas för lokal forskning, samt Stratus och Cirrus två superdatorer för nordiska väderprognoser, finansierade av SMHI och MET Norway. Den fjärd är Nebula, finansierad av MET Norway för forskning och utveckling.
Grundaren av NSC är Karl-Fredrik Berggren, professor i teoretisk fysik, vid Linköpings Universitet.